# PARTY7 〜GENEjaNIGHT〜
PARTY7 〜GENEjaNIGHT〜（パーティーセブン ～ジェネジャナイト～）は、GENERATIONS from EXILE TRIBEのシングル。2022年12月3日に限定盤シングルとして発売。

## 概要
- シングルとしては、前作「愛傷/My Turn feat.JP THE WAVY」から10日後の発売となる。
- 本作は、GENERATIONSの冠番組「GENERATIONS高校TV」オープニング曲[4]。

## 収録曲

### CD
1. 1. PARTY7 〜GENEjaNIGHT〜

### アナログ(7インチ)
1. A-SIDE PARTY7 〜GENEjaNIGHT〜
2. B-SIDE PARTY7 〜GENEjaNIGHT〜 (instrumental)

### カセット
1. A-SIDE PARTY7 〜GENEjaNIGHT〜
2. B-SIDE PARTY7 〜GENEjaNIGHT〜 (instrumental)